# Domácí práce

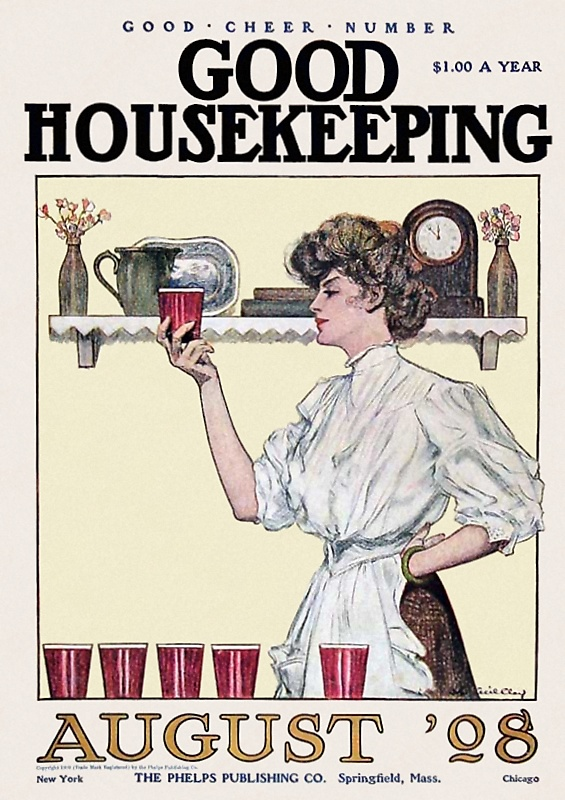
Přední strana časopisu Good Housekeeping z roku 1908

Domácí práce je práce, která slouží k udržení chodu domácnosti. Jedná se většinou o činnosti spojené s úklidem, vařením, nakupováním, praním či proplacením účtů za chod domácnosti. Domácí práce mohou být vykonávány členy domácnosti bez ohledu na pohlaví či věk, ale také osobami bez přímé vazby na domácnost v rámci práce prováděné za mzdu.

## Rozdíly
Domácí práce dle tradičního pohledu provádějí většinou ženy, ale genderové rozdíly se v moderní společnosti snižují. Podle výzkumu OECD věnují celosvětově muži domácím pracím o polovinu méně času než ženy, nicméně existují extrémní geografické rozdíly. Například ženy v USA věnují domácím pracím přibližně 4 hodiny denně, muži pouze hodiny 2.